# Odolanów
Odolanów (udtale: [ɔdɔˈlanuf])   er en by i den sydlige del af  voivodskabet Storpolen i  den vestlige centrale del af Polen. Byen  har 5.011(2021) indbyggere og et areal på 4,76 km², og er en del af powiatet Ostrów Wielkopolski.

## Historie
Det første skriftlige dokument, der nævner Odolanów, går tilbage til 1301, hvor det var en del af det fragmenterede Piast-regerede Kongeriget Polen og stedet var hjemsted for en slot på grænsen mellem Storpolen og Schlesien. En bebyggelse opstod ved siden af slottet, som erhvervede byrettigheder i 1403 fra kong Władysław 2. Jagello. Det var en kongeby under den polske krone, administrativt beliggende i Kalisz-amtet i Kalisz-voivodskapet i Provinsen Storpolen under Kongeriget Polens krone.